# Список монархів Данії

Напис на камені Гаральда в Еллінґу.

Від 14 січня 2024 року королем Данії є Фредерік X.
Це список монархів Данії з 917 року.

## Династія Горма Старого (Кнутлінги)
- Кнуд I Гардекнуд (Knud 1. Hardeknud; 917? — 948?)
- Горм Старий (Gorm den Gamle; 948? — 958?)
- Гаральд I Синьозубий (Harald Blåtand; 958? — 986?)
- Свен I Вилобородий (Svend 1. Tveskæg; 986? — 1014)
- Гаральд II  (Harald 2.; 1014–1018)
- Кнут II Великий (Knud 2. Den Store; 1018–1035)
- Кнут III Гардекнуд (Knud 3. Hardeknud; 1035–1042)

## Персональна унія зНорвегією(Інглінги)
- Маґнус I (Magnus den Gode; 1042–1047)

## Династія Естрідсена
- Свейн ІІ (1047–1074?)
- Гаральд III (1074? — 1080)
- Кнуд IV (1080–1086)
- Олаф I (1086–1095)
- Ерік I (1095–1103)
- Нільс (1104–1134)
- Ерік II (1134–1137)
- Ерік III (1137–1146)
- Кнуд V та Свен III (1146–1157)
- Вальдемар I Великий (1157–1182),
- Кнуд VI (1182–1202),
- Вальдемар II (1202–1241)
- Ерік IV (1241–1250)
- Абель  (1250–1252)
- Хрістоффер I (1252–1259)
- Ерік V (1259–1286),
- Ерік VI (1286–1319)
- Хрістоффер II (1319–1326)
- Вальдемар III (1326–1329)
- Хрістоффер II (відновлений) (1329–1332)
- Міжкоролів'я (1332–1340)
- Вальдемар IV (1340–1375)
- Олаф II (1375–1387)
- Маргрете I (1387–1412)

## Кальмарська унія
- Ерік VII Померанський (1412–1439)
- Хрістоффер III Баварський (1439–1448)

## ДинастіяОльденбургів
- Кристіан I (1448—1481)
- Ганс (1481—1513)
- Кристіан II (1513—1523)
- Фредерік I (1523—1533)
- Кристіан III (1534—1559)
- Фредерік II (1559—1588)
- Кристіан IV (1588—1648)
- Фредерік III (1648—1670)
- Кристіан V (1670—1699)
- Фредерік IV (1699—1730)
- Кристіан VI (1730—1746)
- Фредерік V (1746—1766)
- Кристіан VII (1766—1808)
- Фредерік VI (1808—1839)
- Кристіан VIII (1839—1848)
- Фредерік VII (1848—1863)

## ДинастіяГлюксбургів
- Кристіан IX (1863—1906)
- Фредерік VIII (1906—1912)
- Кристіан X (1912—1947)
- Фредерік IX (1947—1972)
- Маргрете II (1972—2024)
- Фредерік X (2024-)

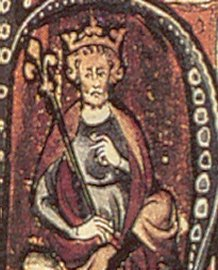
Канут Великий
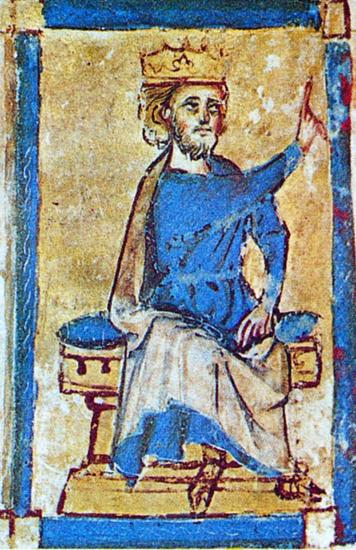
Ерік V Кліппінг
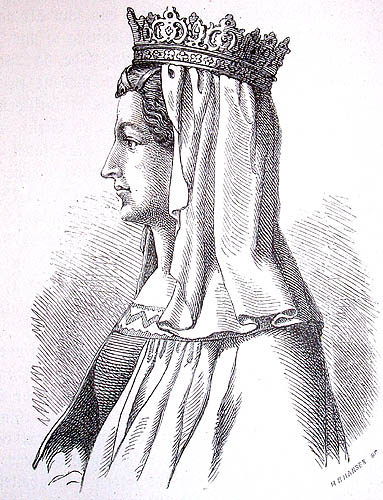
Маргрете I Данська
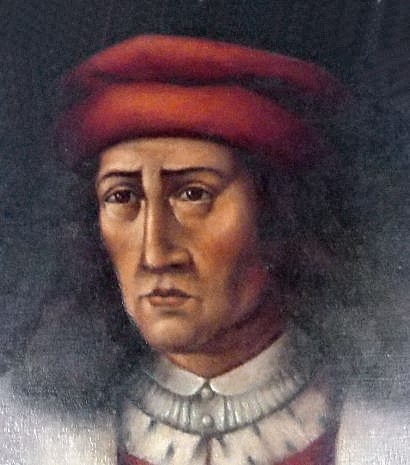
Ерік VII Померанський
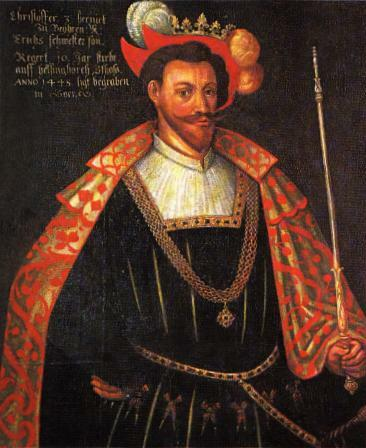
Хрістоффер III Баварський
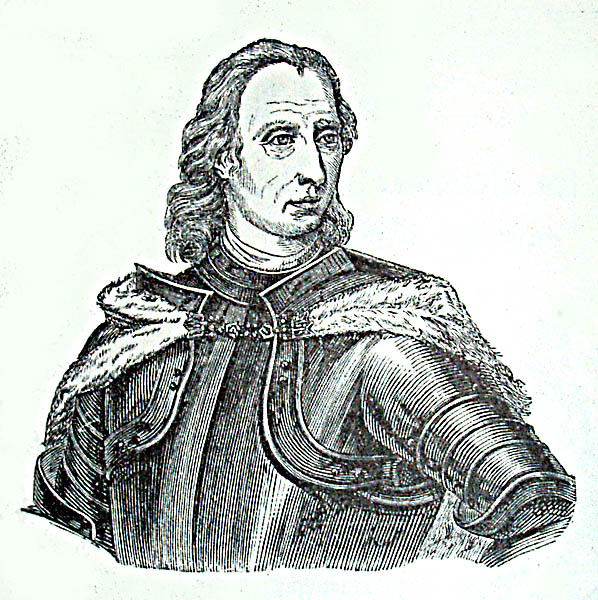
Кристіан I
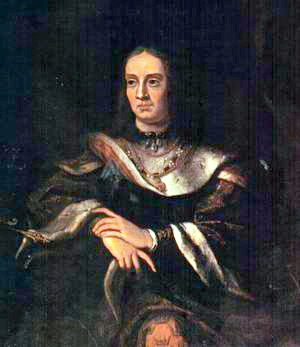
Ганс
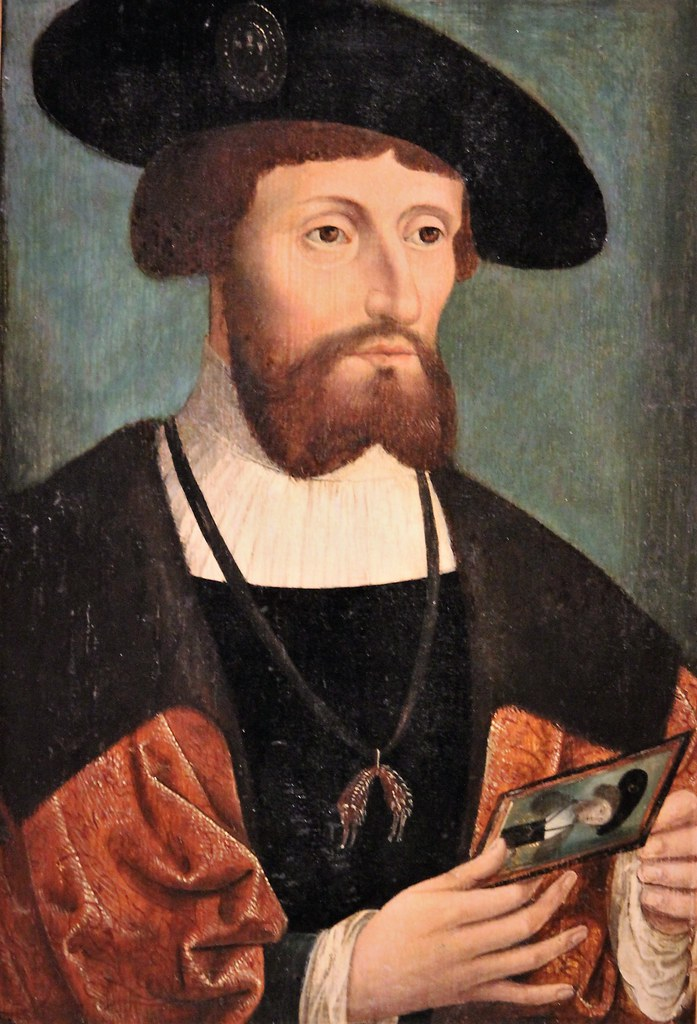
Кристіан II
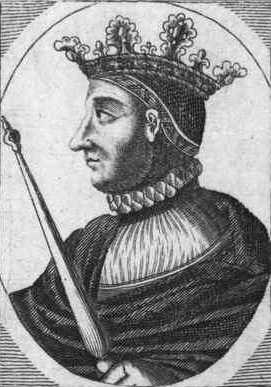
Фредерік I
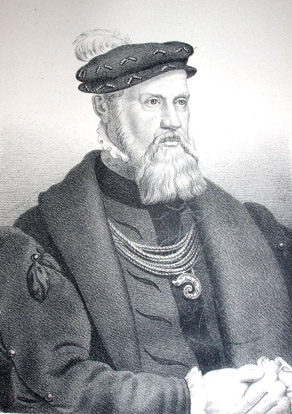
Кристіан III
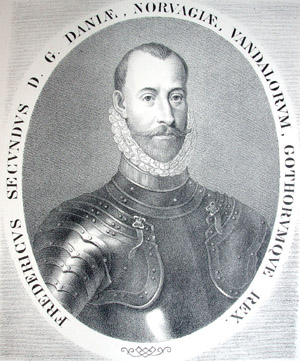
Фредерік II
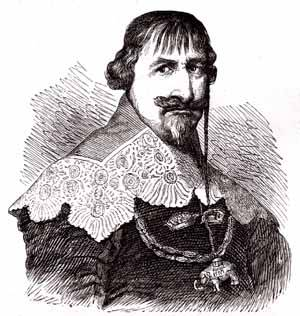
Кристіан IV
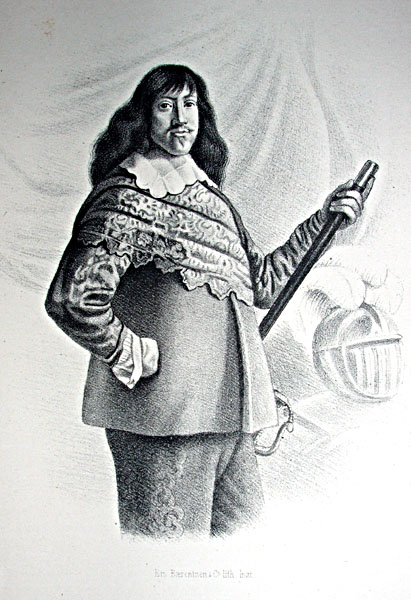
Фредерік III
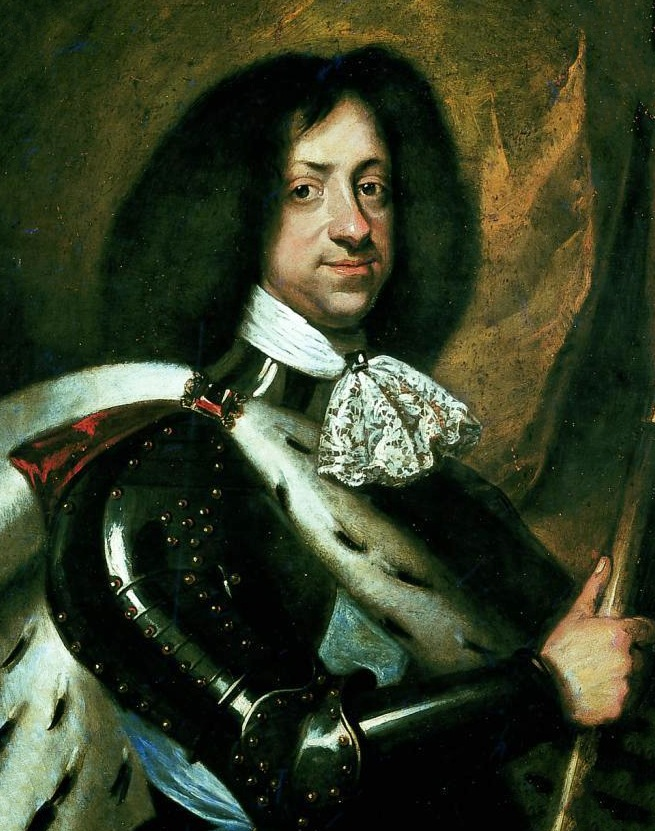
Кристіан V
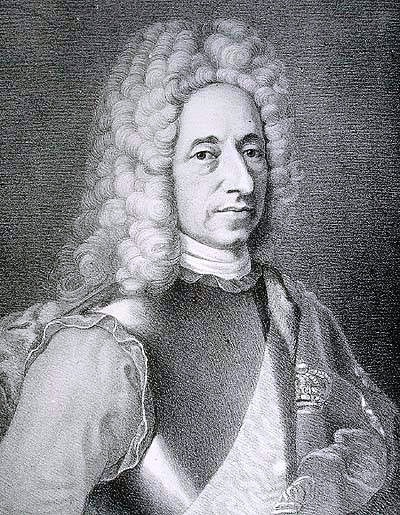
Фредерік IV
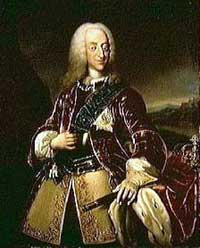
Кристіан VI
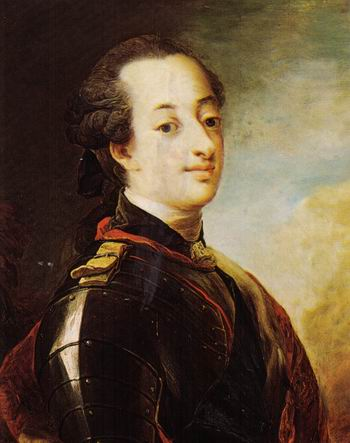
Фредерік V
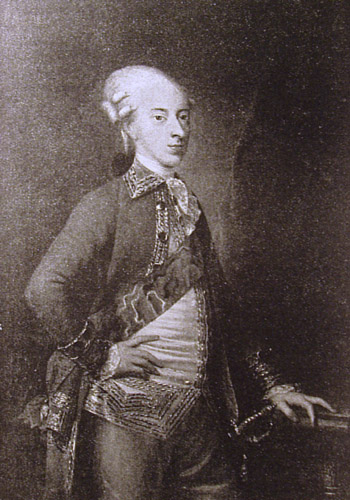
Кристіан VII
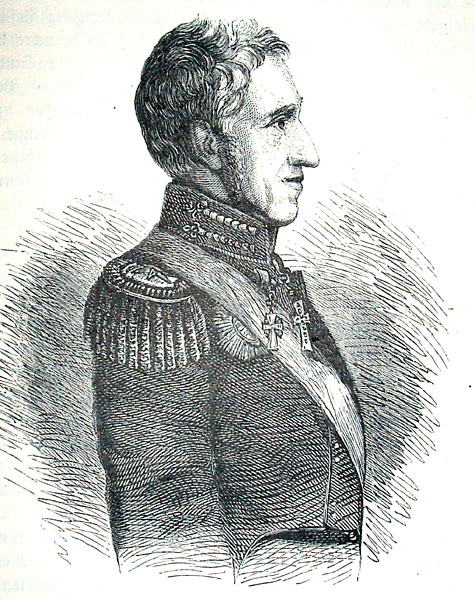
Фредерік VI
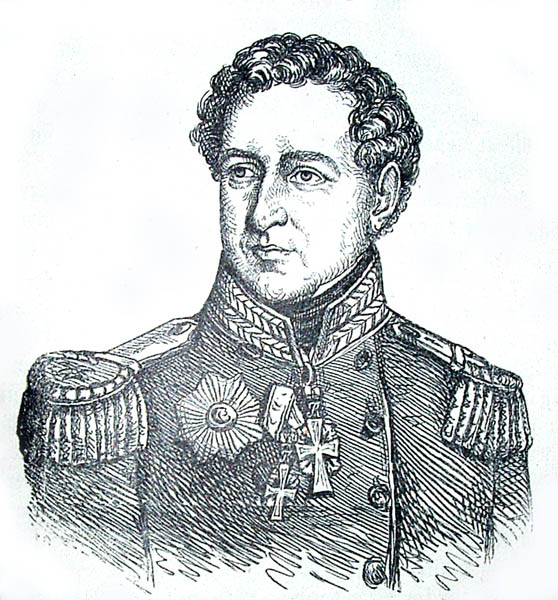
Кристіан VIII
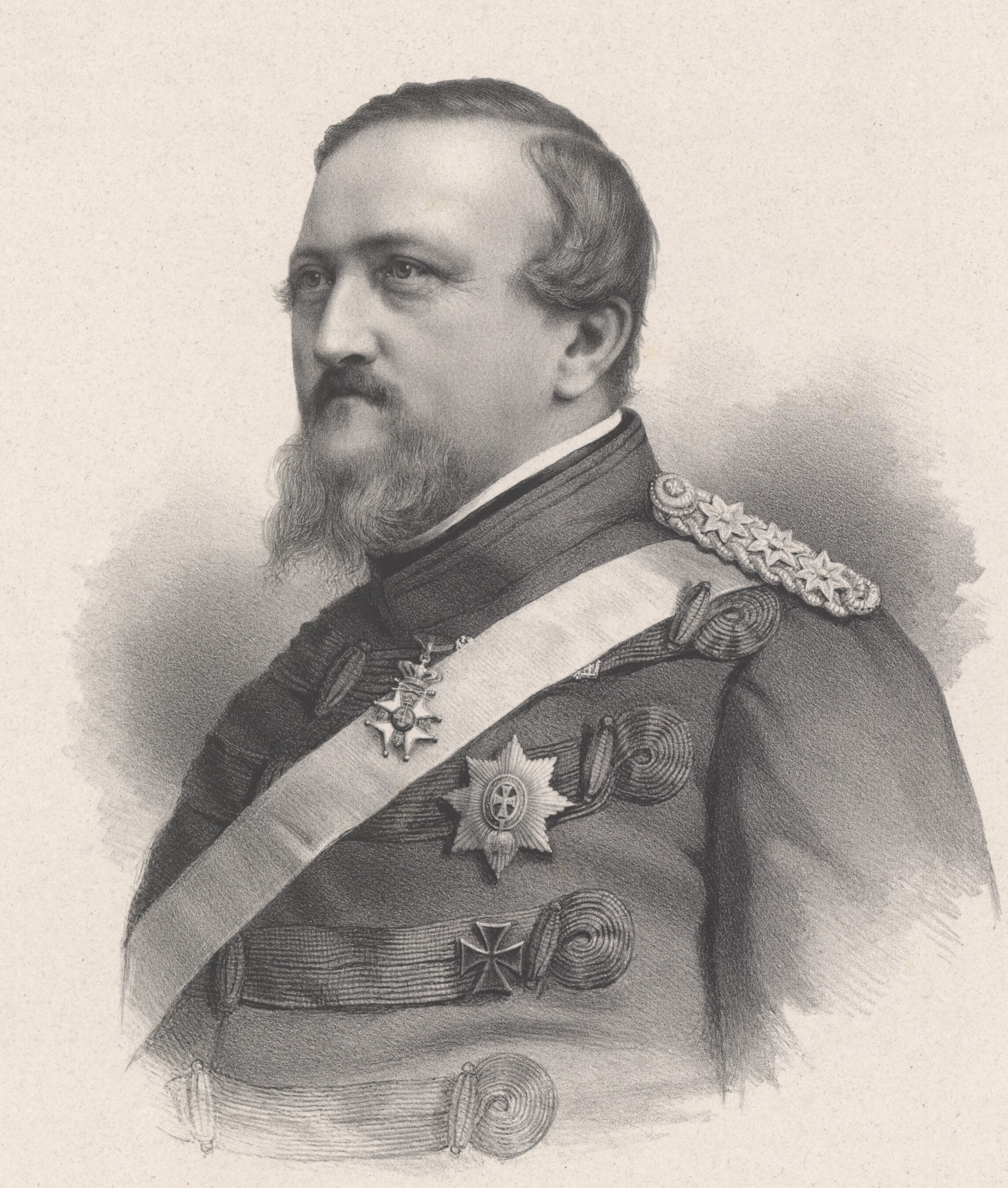
Фредерік VII
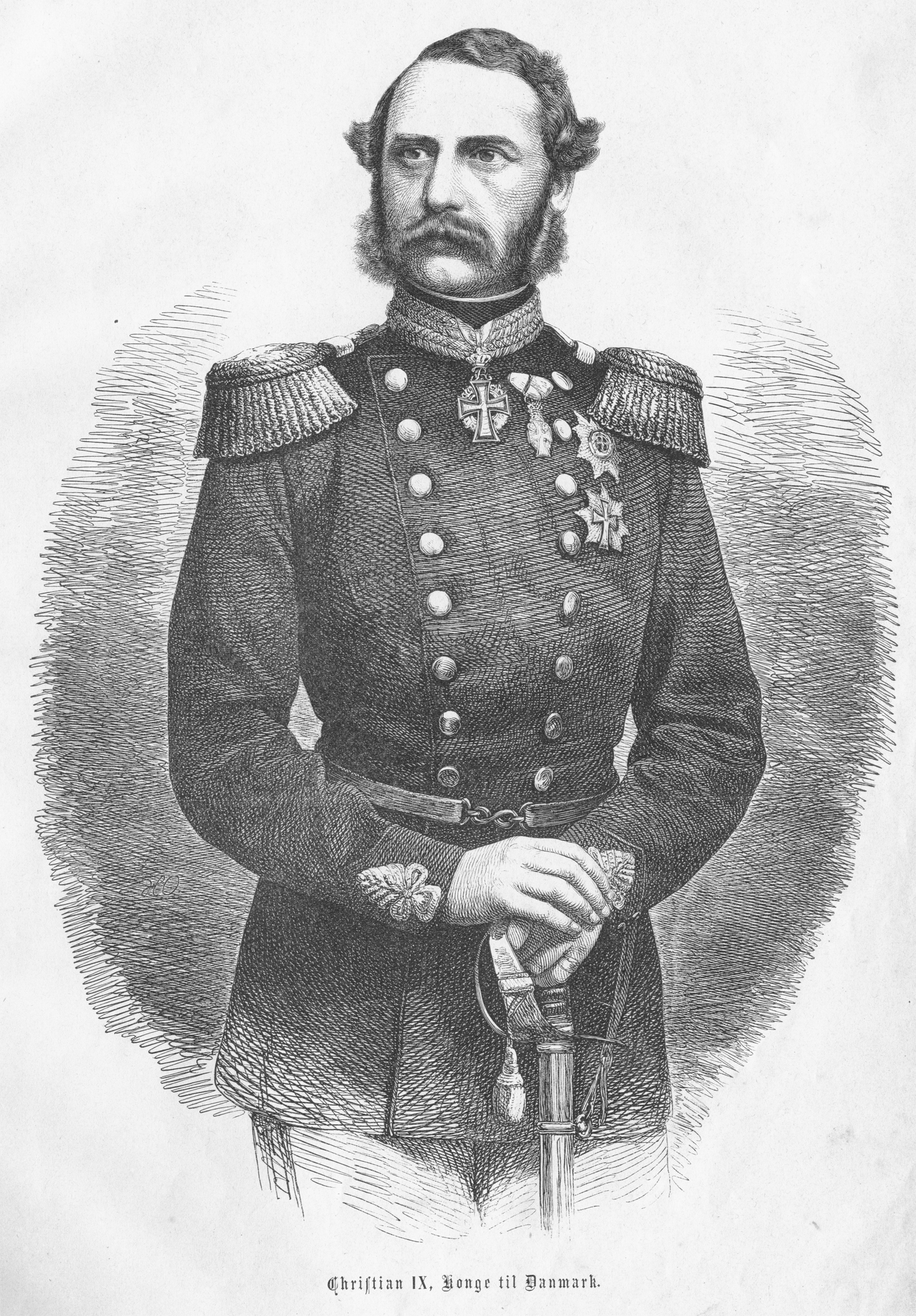
Кристіан IX
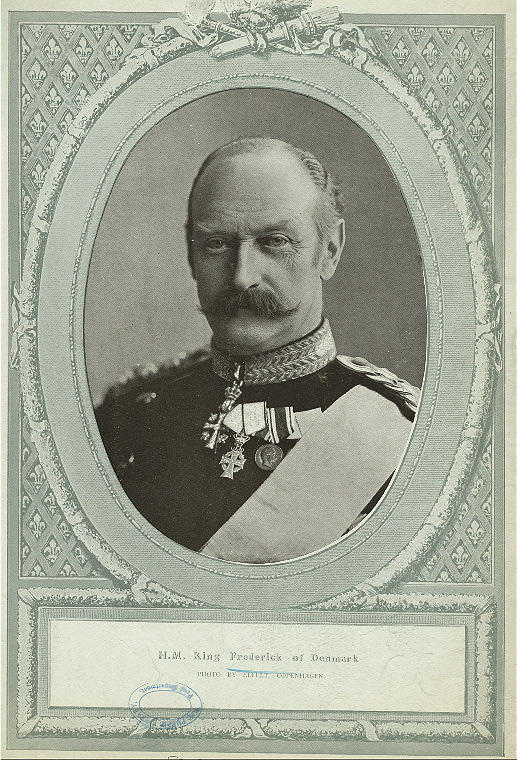
Фредерік VIII
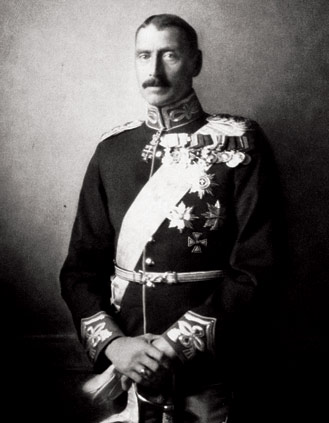
Кристіан X
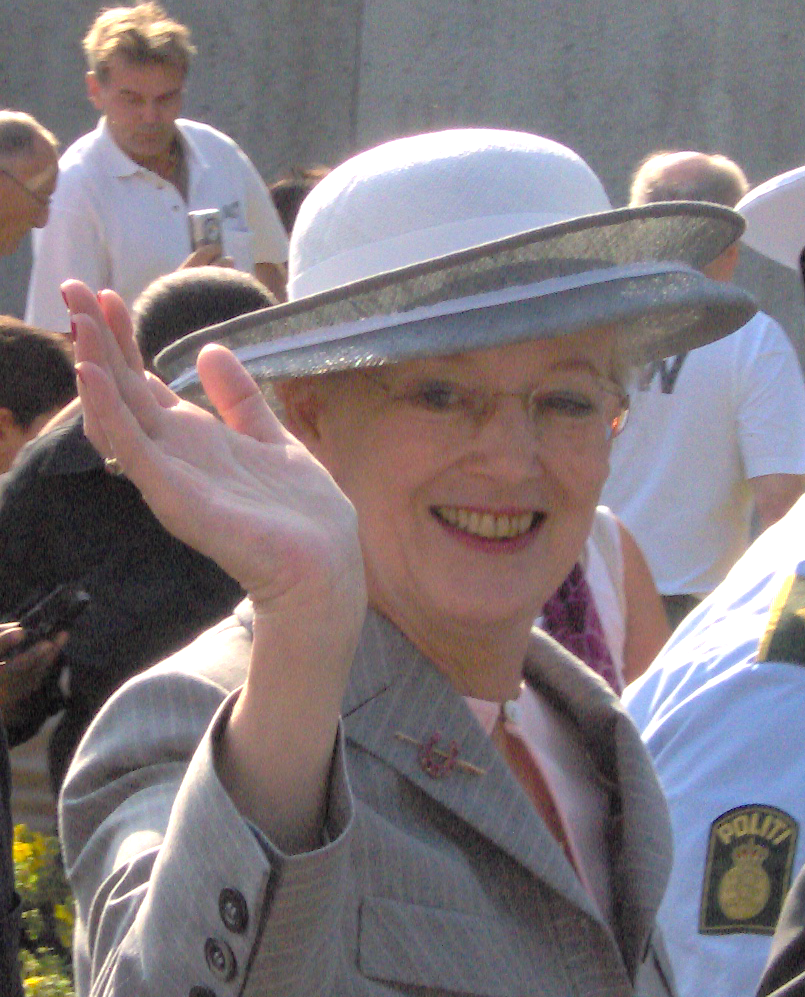
Марґрете II